# Плавання на Чемпіонаті світу з водних видів спорту 2015 — змішана естафета 4x100 метрів вільним стилем
Змагання з плавання в змішаній естафеті 4x100 метрів вільним стилем на Чемпіонаті світу з водних видів спорту 2015 відбулись 8 серпня і складались з попередніх запливів та фіналу.

## Рекорди
Станом на 8 серпня 2015 світовий рекорд і рекорд чемпіонатів світу були такими:
| Світовий рекорд          | Австралія | 3:23.29 | Перт, Австралія | 1 лютого 2014 |
| Рекорд чемпіонатів світу |           | '       |                 |               |

Під час змагань встановлено такі рекорди:
| Дата     | Дисципліна | Країна | Час     | Рекорд |
| -------- | ---------- | ------ | ------- | ------ |
| 8 серпня | Фінал      | США    | 3:23.05 | WR, CR |

## Результати

### Попередні запливи
Початок запливів о 10:24.
| Місце | Заплив | Доріжка | Країна                    | Плавці                                                                                             | Час       | Примітки |
| ----- | ------ | ------- | ------------------------- | -------------------------------------------------------------------------------------------------- | --------- | -------- |
| 1     | 3      | 3       | США                       | Конор Дваєр (49.47) Раян Лохте (48.43) Марго Гір (53.12) Еббі Вейтцейл (53.49)                     | 3:24.51   | Q, AM    |
| 2     | 4      | 4       | Росія                     | Андрій Гречин (49.21) Микита Лобінцев (47.97) Вероніка Попова (54.00) Наталія Ловцова (54.05)      | 3:25.23   | Q        |
| 3     | 3      | 5       | Італія                    | Лука Дотто (49.30) Філіппо Маньїні (48.60) Федеріка Пеллегріні (54.35) Еріка Ферраіолі (53.98)     | 3:26.23   | Q        |
| 4     | 3      | 4       | Швеція                    | Крістофер Карлсен (49.78) Сімон Шедін (49.70) Мішель Колеман (53.35) Луїза Ханссон (53.77)         | 3:26.60   | Q        |
| 5     | 3      | 0       | Нідерланди                | Себастіан Версхюрен (49.49) Кайл Стольк (49.44) Марріт Стінберген (55.29) Фемке Гемскерк (52.69)   | 3:26.91   | Q, NR    |
| 6     | 2      | 7       | Китай                     | Юй Хесінь (49.82) Лінь Юнцін (49.29) Цю Юйхань (53.87) Тан Юйтін (54.73)                           | 3:27.71   | Q        |
| 7     | 2      | 4       | Канада                    | Юрі Кісіл (49.36) Карл Круг (49.20) Сандрін Менвіль (54.22) Вікторія Пун (54.97)                   | 3:27.75   | Q        |
| 7     | 2      | 5       | Бразилія                  | Матеус Сантана (49.82) Марсело Черігіні (48.43) Ларісса Олівейра (54.89) Дайнара де Паула (54.61)  | 3:27.75   | Q, SA    |
| 9     | 4      | 2       | Франція                   | Лоріс Буреллі (49.94) Клеман Міньйон (48.20) Клое Аше (55.33) Марго Фабр (54.82)                   | 3:28.29   |          |
| 10    | 2      | 1       | Японія                    | Юкі Коборі (49.69) Найто Ехара (49.90) Рікако Ікее (54.31) Місакі Ямаґуті (54.64)                  | 3:28.54   |          |
| 11    | 3      | 8       | Німеччина                 | Крістоф Фільдербрандт (49.08) Марко ді Карлі (48.93) Александра Венк (55.03) Марлена Гютер (55.95) | 3:28.99   | NR       |
| 12    | 3      | 2       | Туреччина                 | Дога Челік (50.30) Кемал Арда Гюрдал (49.23) Катерина Аврамова (56.21) Гізем Бозкурт (57.37)       | 3:33.11   |          |
| 13    | 4      | 7       | Сінгапур                  | Ео Кайцюань (51.43) Аманда Лім (57.68) Цюань Тін Вень (56.08) Ке Чженвень (49.39)                  | 3:34.58   |          |
| 14    | 1      | 5       | Швейцарія                 | Лукас Ройфтлін (51.25) Жан-Батіст Фебо (50.76) Ноемі Жирарде (56.70) Марія Уголкова (56.01)        | 3:34.72   |          |
| 15    | 4      | 1       | Люксембург                | Жюльєн Хенкс (50.99) Піт Бранденбургер (50.85) Жюлі Мейнен (55.51) Моніка Олів'є (57.84)           | 3:35.19   |          |
| 16    | 2      | 2       | Сербія                    | Андрей Барна (51.21) Урош Ніколіч (50.24) Мирослава Найдановскі (57.98) Аня Цревар (59.23)         | 3:38.66   |          |
| 17    | 4      | 6       | Незалежні спортсмени FINA | Метью Абейсінгх (51.47) Мачіко Рахім (59.94) Черантха де Сілва (52.60) Кіміко Рахім (58.93)        | 3:42.94   |          |
| 18    | 4      | 8       | Домініканська Республіка  | Джонні Перес (52.85) Аріанна Санна (59.04) Доріан Макменемі (58.98) Жан Луїс Гомес (52.98)         | 3:43.85   |          |
| 19    | 1      | 4       | Коста-Рика                | Марія Меса (59.09) Естебан Арая (54.55) Елена Морено (1:00.10) Маріо Монтоя (52.42)                | 3:46.16   |          |
| 20    | 4      | 5       | Болівія                   | Ендрю Рутерферд (52.37) Марія Хосе Рібера (1:01.73) Карен Торрес (57.96) Альдо Кастільйо (54.40)   | 3:46.46   |          |
| 21    | 2      | 6       | Йорданія                  | Хадер Баклах (51.81) Мохаммед Бедоур (53.73) Рахаф Бакле (1:02.21) Таліта Баклах (59.59)           | 3:47.34   |          |
| 22    | 2      | 8       | Мозамбік                  | Денілсон да Кошта (55.03) Янна Сонненщейн (1:00.94) Джессіка Косса (59.86) Ігор Монь (51.77)       | 3:47.60   |          |
| 23    | 4      | 3       | Макао                     | Ман Хоу Чао (52.92) Лун Чівай (1:01.63) Нгоу Пок Ман (53.28) Лей Онькхей (1:00.97)                 | 3:48.80   |          |
| 24    | 2      | 3       | Кенія                     | Емілі Мутеті (1:01.03) Хамдан Баюсуф (56.38) Таліса Ланое (1:01.96) Ісса Мохамед (53.49)           | 3:52.86   |          |
| 25    | 3      | 6       | Вірменія                  | Ваган Мхітарян (53.85) Моніка Васілян (1:03.33) Ані Погосян (1:01.29) Володимир Маміконян (54.49)  | 3:52.96   |          |
| 26    | 3      | 9       | Монголія                  | Єсуй Баяр (1:11.46) Батсайхан Дулгуун (55.65) Енххуслен Батбаяр (1:05.69) Делгерхуу Мягмар (56.05) | 4:08.85   |          |
| 27    | 2      | 0       | Таджикистан               | Анастасія Тюріна (59.88) Каріна Клімик (1:05.82) Олім Курбанов (1:11.96) Рамзійор Хоркашев (DSQ)   | 9:99.99 ! | DSQ      |
| 27    | 4      | 0       | Папуа Нова Гвінея         | Раян Піні (50.86) Теган Маккарті (1:06.05) Барбара Валі-Скелтон (1:04.02) Сем Сегерс (DSQ)         | 9:99.99 ! | DSQ      |
| 27    | 1      | 3       | Албанія                   | | 9:99.99 ! | DNS      |
| 27    | 3      | 1       | Австралія                 | | 9:99.99 ! | DNS      |
| 27    | 3      | 7       | Мексика                   | | 9:99.99 ! | DNS      |

### Фінал

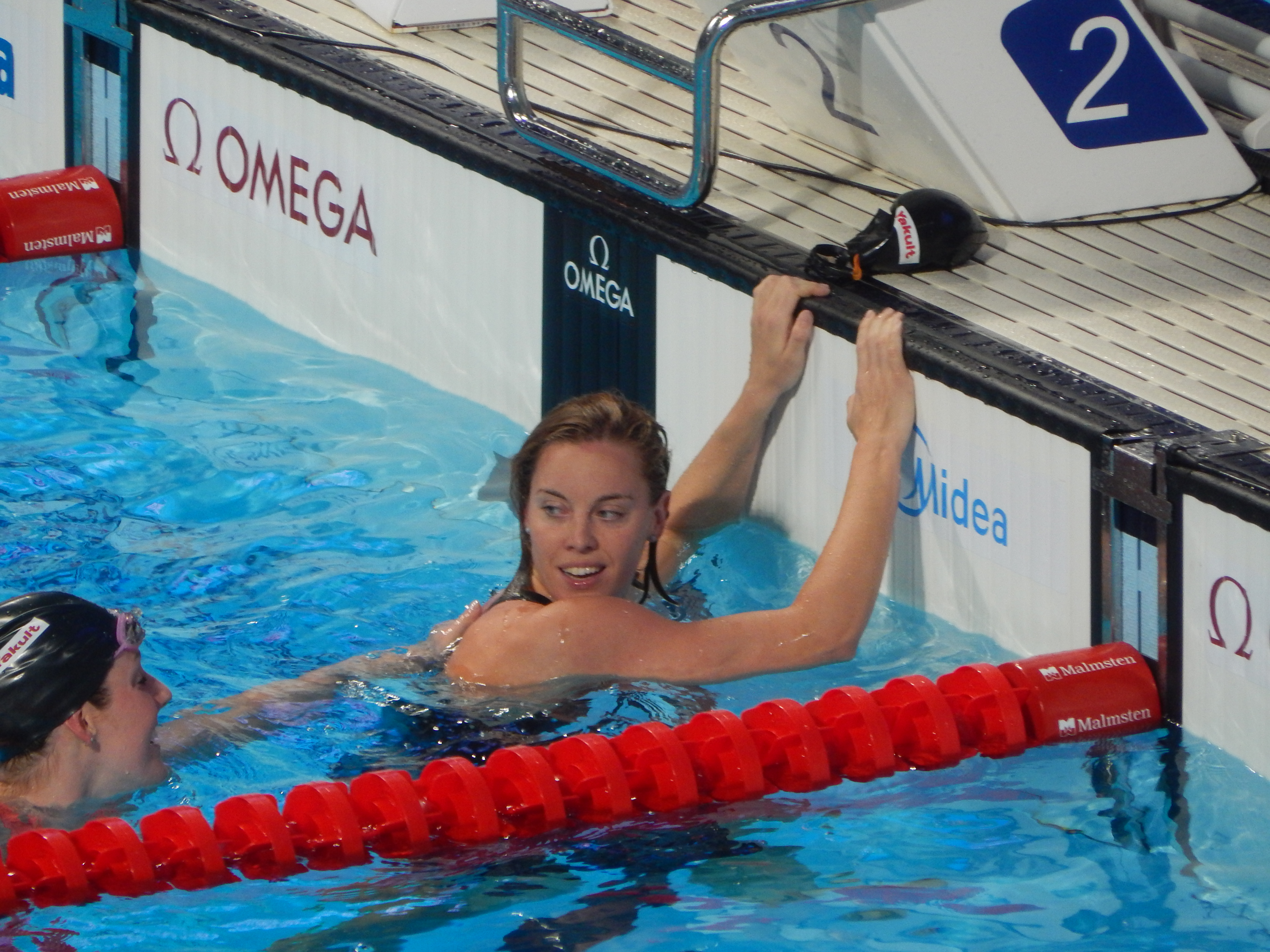
Міссі Франклін (ліворуч) і Фемке Гемскерк після фінішу перша і друга

Фінал відбувся 8 серпня о 19:17.
| Місце | Доріжка | Країна     | Плавці                                                                                                | Час     | Примітки |
| ----- | ------- | ---------- | --- | ------- | -------- |
| 1     | 4       | США        | Раян Лохте (48.79) Натан Едрієн (47.29) Сімоне Мануель (53.66) Міссі Франклін (53.31)                 | 3:23.05 | WR       |
| 2     | 2       | Нідерланди | Себастіан Версхюрен (48.74) Йоост Рейнс (49.09) Раномі Кромовідьойо (52.48) Фемке Гемскерк (52.79)    | 3:23.10 | EU       |
| 3     | 1       | Канада     | Санто Кондореллі (48.19) Юрі Кісіл (48.25) Шанталь ван Ландегхем (53.60) Сандрін Менвіль (53.55)      | 3:23.59 |          |
| 4     | 5       | Росія      | Володимир Морозов (48.27) Олександр Сухоруков (47.74) Вероніка Попова (53.72) Наталія Ловцова (54.48) | 3:24.21 |          |
| 5     | 3       | Італія     | Марко Орсі (48.70) Філіппо Маньїні (48.19) Федеріка Пеллегріні (54.26) Еріка Ферраіолі (54.11)        | 3:25.26 |          |
| 6     | 8       | Бразилія   | Матеус Сантана (48.96) Бруно Фратус (47.83) Ларісса Олівейра (54.15) Дайнара де Паула (54.64)         | 3:25.58 | SA       |
| 7     | 7       | Китай      | Юй Хесінь (49.70) Лінь Юнцін (49.06) Цю Юйхань (53.83) Тан Юйтін (54.35)                              | 3:26.94 | AS       |
| 8     | 6       | Швеція     | Крістофер Карлсен (50.03) Сімон Шедін (49.67) Мішель Колеман (53.41) Луїза Ханссон (53.98)            | 3:27.09 |          |